# Roger I
Roger I de Hauteville, nazywany Bosso, Wielki Hrabia (ur. 1031, zm. 22 czerwca 1101) – normański hrabia Sycylii od 1071 do 1101. Ojciec Rogera II.

## Życiorys
Był najmłodszym synem Tankreda z rodu Hauteville i jego drugiej żony – Fressendy, młodszym bratem Roberta Guiscarda. Do południowych Włoch przybył krótko po 1055. W 1061 rozpoczął podbój Sycylii, w 1068 wygrywając kluczową bitwę pod Misilmeri. Kolejno zdobywał ważne ośrodki władzy arabskiej – Palermo w 1071, Taorminę w 1079, Syrakuzy i Agrygent w 1086. W 1091 poprowadził najazd na Maltę, jednak nie dokonał trwałego podboju wyspy, zadowalając się złupieniem Gozo i wyzwoleniem chrześcijańskich jeńców w Mdinie. Rok później zakończył podbój Sycylii zdobywając Noto. Zmarł w Mileto 22 czerwca 1101 roku.
Po śmierci Rogera I hrabią Sycylii został jego syn, Szymon, a regentką jego trzecia żona Adelajda del Vasto.

## Małżeństwa i potomstwo
Roger miał dwóch nieślubnych synów; Jordana i Godfryda. Obaj zmarli przed Rogerem. Godfryd mógł być jednak synem Rogera i jego pierwszej żony; w każdym razie zmarł na trąd.
W 1061 Roger poślubił Judytę (zm. 1076), córkę Wilhelma, hrabiego d'Evreux i Hawizy Échauffour. Zmarła w 1076, zostawiając mężowi same córki:
- córkę, żonę Hugona z Gircei (lub Gercéi),
- Matyldę, żonę Rajmunda IV, hrabiego Tuluzy,
- Adelisę, żonę Henryka, hrabiego Monte Sant’Angelo,
- Emmę (zm. 1120), żonę hrabiego Clermont, następnie Rudolfa, hrabiego Montescaglioso,

W 1077 Roger ożenił się z Eremburgą z Mortain, córką Roberta, hrabiego d'Eu. Ich dziećmi byli:
- Mauger, hrabia Troiny,
- Matylda, żona Guiguesa III, hrabiego Albon,
- Muriel, żona Josberta de Lucy,
- Konstancja, żona Konrada Włoskiego,
- Felicja, żona króla Kolomana Uczonego, króla Węgier,
- Wioletta, żona Roberta Burgundzkiego,
- Flandyna, żona Henryka del Vasto,
- Judyta, żona Roberta I z Bassunvilla,

W 1089 Roger ożenił się z Adelajdą del Vasto, bratanicą Bonifacego, pana Savony. Mieli czworo dzieci:
- Szymona, hrabiego Sycylii,
- Matyldę, żonę Ranulfa II, hrabiego Alife,
- Rogera II, hrabiego i następnie króla Sycylii,
- Maksymillę, żonę Hildebranda VI Aldobrandeschi.

## W kulturze
W serii gier wideo Crusader Kings jednym z grywalnych władców jest Roger de Hauteville, przedstawiony jako hrabia Mesyny.